# Ghost Games
Ghost Games war ein schwedischer Entwickler von Computerspielen. Bekannt wurde das Unternehmen durch die Entwicklung von Rennspielen der Need-for-Speed-Serie.

## Geschichte
Ghost Games wurde 2011 als EA Göteborg gegründet. Im November 2012 wurde es in Ghost Games umbenannt.
Eigentlich sollte das Studio Criterion Games die komplette Need-for-Speed-Reihe übernehmen. Allerdings wurden diese Rechte während der Entwicklung von Need for Speed Rivals an Ghost Games übergeben, nachdem viele Mitglieder von Criterion Games zu Ghost Games gewechselt waren. Zwischen Rivals und dem Reboot 2015 unterbrachen EA und Ghost Games den jährlichen Veröffentlichungsturnus der Rennspielserie, um sich mehr Zeit für die Entwicklung zu verschaffen. Im November 2015 wurde schließlich der Reboot Need for Speed (2015) für PlayStation 4 und Xbox One veröffentlicht. Die PC-Version erschien jedoch erst im März 2016. Im November 2017 wurde schließlich Need for Speed Payback für PlayStation 4, Xbox One und PC veröffentlicht.
Need for Speed Heat, das wahrscheinlich letzte Spiel unter dem Namen Ghost Games, wurde am 8. November 2019 veröffentlicht.
EA gab bekannt, dass Ghost Games zurück zu EA Göteborg benannt wird und nur noch 30 Mitarbeiter beschäftigen wird, welche den technischen Support für alle Entwicklerstudios von EA übernehmen werden. Die Entwicklung des nächsten Need-for-Speed-Teil wird Criterion übernehmen.

## Spiele
- Need for Speed: Rivals (2013)
- Need for Speed (2015)
- Need for Speed Payback (2017)
- Need for Speed Heat (2019)